# Franciszek Kostka Chociwski
Franciszek Kostka Chociwski z Rostkowa herbu Dąbrowa – cześnik mielnicki w latach 1691-1726.
Poseł na sejm 1701 roku i sejm z limity 1701-1702 roku z ziemi czerskiej. Jako poseł ziemi czerskiej był uczestnikiem Walnej Rady Warszawskiej 1710 roku.